# 2344 Xizang
2344 Xizang este un asteroid din centura principală, descoperit pe 27 septembrie 1979.